# Dopet (musikalbum)
Dopet är ett studioalbum utgivet av Stiftelsen 2013. Första singeln "En annan värld" släpptes 29 maj. Detta är Stiftelsens andra album.

## Låtlista
| Nr           | Titel                  | Längd |
| ------------ | ---------------------- | ----- |
| 1.           | Till landet Ingenstans | 3:27  |
| 2.           | Utanför din dörr       | 4:06  |
| 3.           | Avalon                 | 2:42  |
| 4.           | Vi vill ha mer         | 4:31  |
| 5.           | En annan värld         | 3:48  |
| 6.           | En gång i maj          | 3:55  |
| 7.           | Hövdingen              | 6:52  |
| Total längd: | Total längd:           | 29:21 |

## Musiker
- Robert Pettersson - sång, gitarr
- Micke Eriksson - gitarr
- Arne Johansson - bas
- Martin Källström - trummor

## Listplaceringar
| Lista (2013-2014) | Topplacering |
| ----------------- | ------------ |
| Sverige           | 1            |

### Fotnoter
1. ↑  ”Dopet”. Swedishcharts. 27 februari 2013. Arkiverad från originalet den 1 november 2014. https://web.archive.org/web/20141101134813/http://www.swedishcharts.com/showitem.asp?interpret=Stiftelsen&titel=Dopet&cat=a. Läst 19 augusti 2014.